# Luc Leblanc
Pour les articles homonymes, voir Leblanc.
Luc Leblanc, né le 4 août 1966 à Limoges, est un coureur cycliste français, professionnel de 1987 à 1998. En 1992, il est champion de France sur route, à Avize. Il est sacré champion du monde sur route en 1994 à Agrigente en Sicile. 
Sur le Tour de France, il porte le maillot jaune en 1991 à Jaca. Puis en 1994, il remporte une étape à Hautacam dans le brouillard devant Miguel Indurain et Marco Pantani. Aux Arcs en 1996, il gagne sa deuxième victoire d'étape dans le Tour de France.

## Biographie
Enfant de 11 ans, en 1978, Luc Leblanc a été renversé avec son frère Gilles 8 ans par une voiture. Son frère en est mort et lui-même a été gravement blessé cela lui a laissé des séquelles à une jambe gauche,,.

### Carrière cycliste
Dès sa première année professionnelle sous le maillot Toshiba en 1987, il est vice-champion de France. Il remporte le Grand Prix de Plouay la saison suivante.
En 1990, il rejoint l’équipe Castorama, il remporte le Tour du Haut-Var, le Grand Prix de Wallonie et une étape du Critérium du Dauphiné Libéré.
En 1991, il remporte une étape du Grand Prix du Midi libre. Mais surtout, lors de sa deuxième participation au Tour de France, il porte le maillot jaune à l'issue de la 12e étape dans les Pyrénées. Le lendemain, il est victime d'une fringale dans le col d'Aspin, et son coéquipier Laurent Fignon en profite pour attaquer et jouer sa chance (par jalousie se demande-t-il),. Il termine néanmoins cinquième à Paris.
En 1992, il remporte sa première grande course par étapes, le Grand Prix du Midi libre, se classe 2e du Critérium du Dauphiné libéré avant de devenir Champion de France dans la polémique car il a contré son partenaire échappé Gérard Rué. Rué dénonce une « trahison » et une inimitié qui perdure au-delà de leurs carrières respectives se crée entre les deux hommes. Leblanc termine par la suite hors-délai au Tour de France. 
En 1994, il rejoint l’équipe Festina. Il se classe 6e du Tour d'Espagne en remportant le grand prix de la montagne puis termine 4e du Tour de France en remportant l’étape de Lourdes-Hautacam. Il connaît son jour de gloire le 28 août 1994 en Sicile où il devient Champion du monde. Il est le premier Français à revêtir le maillot arc-en-ciel depuis Bernard Hinault (1980).
En 1995, Leblanc rejoint l'Équipe cycliste Le Groupement qui cesse son activité en cours d'année. Il doit mettre un terme à sa saison dès le mois de juillet pour être opéré du nerf sciatique.
En 1996, il rejoint l’équipe italienne Polti et termine 6e du Tour de France en remportant l’étape des Arcs.
En 1997, il remporte sa seconde course par étapes, le Tour du Trentin. Il se classe 2e de la Flèche wallonne et 4e de Liège-Bastogne-Liège.
En 1998, lors de sa dernière saison professionnelle, il est à nouveau vice-champion de France derrière Laurent Jalabert.

### Reconversion
Luc Leblanc est consultant pour RMC pendant le Tour de France depuis 2001. Il tient également une chronique mensuelle dans Le Sport Vélo. Il parraine une course cyclotouriste, La Cigale Luc Leblanc, qui se déroule autour de Lunel.
En 2002, il devient directeur sportif et manager général de l'équipe Panorimmo.com-23 en Limousin, une équipe amateur de Nationale 1. Elle est basée à Guéret dans la Creuse. Il y dirige plusieurs futurs coureurs professionnels : Denis Flahaut, Maxime Méderel, Yoann Le Boulanger.
En 2004, Il rejoint l'équipe belge Chocolats Jacques en tant que quatrième directeur sportif. Les autres directeurs sont les Belges Johan Capiot, Jef Braeckevelt et Walter Planckaert. Il a principalement en charge les courses se déroulant sur le territoire français.
En 2009, Luc Leblanc a repris une licence amateur en Limousin pour le plaisir[réf. nécessaire].
De 2018 à 2020,  il est chargé de relations publiques de l'équipe belgo-algérienne Sovac-Natura4Ever.
Depuis 2019, il est ambassadeur de la marque Norauto sur le Tour de France.
A l'occasion du Tour de France 2025, l'ascension vers Hautacam, dans les Pyrénées, est renommée montée Luc Leblanc,.

### Luc Leblanc et le dopage
En 2000, lors du procès de l’affaire Festina devant le tribunal correctionnel de Lille, il déclare s’être dopé sur certaines courses seulement à partir de 1994 (notamment sur la Vuelta 1994, terminée 6e avec le gain du classement annexe de la Montagne, et le Tour de la même année, terminé 4e) mais pas sur la course où il gagnera le titre mondial en août 1994. Dans une interview au journal L'Équipe, en juillet 2013, il assure de nouveau n'avoir jamais pris quoi que ce soit lors de sa carrière amateur et déclare avoir terminé 5e du Tour de France 1991, sans avoir eu recours à l'EPO (qui avait déjà fait son apparition dans le peloton). Il ajoute avoir gagné, en 1992, son titre de champion de France et remporté des courses comme le Grand Prix du Midi libre 1992 et le Grand Prix de Wallonie 1990, à l'eau claire. Il déclare avoir commencé à se doper pour seulement conserver son rang dans la hiérarchie et non pour élever son niveau. S'il a participé au procès de l'affaire Festina treize ans plus tôt, en qualité de témoin, c'était pour se repentir et défendre Bruno Roussel. Éprouvant le besoin de s'exprimer, il trouvait le lieu adéquat car, dit-il, prendre de l'EPO était contraire à son éducation et à ses croyances.

## Palmarès

### Palmarès amateur
| - 1984 - Soulor-Aubisque - 1985 - Circuit des Monts et Barrages : - Classement général - Contre-la-montre - 2e du championnat du Limousin - 2e du Grand Prix de la Tomate - 2e du Tour de Corrèze - 2e de la Flèche de la Charente-Limousine - 3e du Circuit du Pays de Brive | - 1986 - Tour de Corrèze : - Classement général - 2e étape - Tour du Périgord - 2e étape du Circuit de la Sarthe - 1re étape du Tour de l'Empordà - 2e du Tour de l'Empordà - 2e du Grand Prix de Saint-Étienne Loire - 3e du Grand Prix Pierre-Pinel - 3e du Grand Prix de l'Indépendant |  |

### Palmarès professionnel
| - 1987 - 3e étape du Tour de la Vienne (contre-la-montre) - 2e du championnat de France sur route - 6e du Grand Prix du Midi libre - 8e du Critérium du Dauphiné libéré - 1988 - Prologue de Paris-Nice (contre-la-montre par équipes) - Grand Prix de Plouay - 2e étape du Tour d'Armorique - 2ea étape du Tour du Lyonnais et des monts du Pilat - 3e du Tour méditerranéen - 3e du Trophée des grimpeurs - 4e du Critérium du Dauphiné libéré - 6e de Paris-Nice - 9e du Grand Prix du Midi libre - 1989 - 2e du Grand Prix de Cannes - 3e du Tour du Limousin - 1990 - Grand Prix de Wallonie - Tour du Haut-Var - 5e étape du Critérium du Dauphiné libéré - 3e de Paris-Nice - 3e du Tour du Vaucluse - 7e du Grand Prix du Midi libre - 1991 - 5e étape du Grand Prix du Midi libre - 2e du Grand Prix de la ville de Rennes - 3e du Trophée Pantalica - 3e de la Classique des Alpes - 4e du Grand Prix du Midi libre - 5e du Tour de France - 8e du Critérium du Dauphiné libéré - 8e de la Wincanton Classic - 10e de Tirreno-Adriatico - 1992 - Champion de France sur route - Grand Prix du Midi libre : - Classement général - Prologue et 4e étape - 2e étape du Critérium du Dauphiné libéré - 2e du Critérium du Dauphiné libéré - 2e du Tour de l'Oise - 2e de la Classique des Alpes - 3e de Paris-Camembert - 3e du Grand Prix des Amériques - 5e du Tour de Romandie - 8e du championnat du monde sur route | - 1993 - 1re étape du Tour du Vaucluse - 6e du Tour de Romandie - 1994 - Champion du monde sur route - 11e étape du Tour de France - 4e étape du Tour de Galice - 1re étape de la Bicyclette basque - Classement de la montagne du Tour d'Espagne - 4e du Tour de France - 6e du Tour d'Espagne - 1995 - 9e du Grand Prix du Midi libre - 1996 - 7e étape du Tour de France - 7e étape du Critérium du Dauphiné libéré - 2e de la Classique des Alpes - 2e de la Coppa Placci - 2e du Tour d'Émilie - 6e du Tour de France - 7e de Paris-Nice - 1997 - Tour du Trentin : - Classement général - 2e étape - 2e de la Flèche wallonne - 4e de Liège-Bastogne-Liège - 7e du Tour du Pays basque - 1998 - 2e du championnat de France sur route - 6e de la Flèche wallonne - 7e du Tour de Romandie |  |

### Résultats sur les grands tours

#### Tour de France
7 participations
- 1990 : 73e
- 1991 : 5e,  maillot jaune pendant un jour
- 1992 : hors délais (14e étape)
- 1994 : 4e, vainqueur de la 11e étape
- 1996 : 6e, vainqueur de la 7e étape
- 1997 : non-partant (14e étape)
- 1998 : non-partant (18e étape)

#### Tour d'Italie
3 participations
- 1993 : abandon (16e étape)
- 1997 : abandon (19e étape)
- 1998 : 34e

#### Tour d'Espagne
1 participation
- 1994 : 6e,  vainqueur du classement de la montagne

## Distinctions
- Chevalier de l'ordre national du Mérite (décret du 12 mai 1999)[13]
- Vélo d'or français : 1994
- Champion des champions français L'Équipe : 1994